# Идрско
Идрско (словен. Idrsko, итал. Idresca d'Isonzo) је насељено место у општини Кобарид, Горишка регија, Словенија.

## Историја
До територијалне реорганизације у Словенији било је у саставу старе општине Толмин.

## Становништво
У попису становништва из 2011. године, Идрско је имало 325 становника.
| Број становника према пописима | Број становника према пописима | Број становника према пописима |
| ------------------------------ | ------------------------------ | ------------------------------ |
| 1991                           | 2002                           | 2011                           |
| 351                            | 355                            | 325                            |

## Галерија
- детаљ
- поглед на врх Крн (2.244 км) из Идрског